# Мураднагар
Мураднагар (бенг. মুরাদনগর, англ. Muradnagar) — город на юго-востоке Бангладеш, административный центр одноимённого подокруга. Площадь города равна 10,53 км². По данным переписи 2001 года, в городе проживало 18 325 человек, из которых мужчины составляли 50,29 %, женщины — соответственно 49,71 %. Плотность населения равнялась 1740 чел. на 1 км². Уровень грамотности населения составлял 34,9 % (при среднем по Бангладеш показателе 43,1 %). 